# Mario Melchiot
Mario Melchiot (* 4. November 1976 in Amsterdam) ist ein ehemaliger niederländischer Fußballspieler. Der Defensivakteur, der vielseitig als rechter Außen- oder Innenverteidiger sowie im Mittelfeld einsetzbar war, gewann zunächst mit seinem Heimatklub Ajax Amsterdam 1998 die niederländische Meisterschaft und zweimal den Pokal (1998 und 1999), bevor er nach England zum FC Chelsea wechselte und dort 2000 den FA Cup errang. Dazu absolvierte er 22 A-Länderspiele für die Niederlande und er war im Kader von „Oranje“ anlässlich der Euro 2008.

## Sportlicher Werdegang

### Ajax Amsterdam
Der Sohn surinamischer Einwanderer kam durch seinen älteren Bruder Winston zum Fußball – er hatte insgesamt vier Geschwister und war der Zweitjüngste. Er eiferte seinem Bruder in vielerlei Hinsicht nach und dieser lotste ihn zu den De Volewijckers, bei denen er selbst spiele. Dort entdeckten den jungen Mario Talentscouts des niederländischen Topklub Ajax Amsterdam im Alter von neun Jahren und er absolvierte schließlich ein erfolgreiches Probetraining. Von dort an war er Teil der Ajax-Jugendarbeit, bevor die Nachwuchstrainer dem dann 17-Jährigen eröffneten, dass er für eine Karriere im Profibereich nicht gut genug sei. Gemeinsam mit seinem Bruder Winston und einem Freund seines Nachwuchstrainers arbeitete er fortan intensiv daran, sich doch noch zu empfehlen, aber durch den plötzlichen Tod seines Bruders einige Monate später empfand er sein Ziel plötzlich als sinnlos. Dank eines mütterlichen Rats überwand er diese Phase jedoch und seine Mühen wurden letztlich mit einem Einjahresvertrag bei den Ajax-Amateuren belohnt. Schließlich kam er am 14. August 1996 sogar zur Eröffnung der Amsterdam Arena gegen AC Mailand zu seinem Debüt in der Profimannschaft.
Einige Monate entdeckte ihn Cheftrainer Louis van Gaal als besten Spieler der Reservemannschaft und holte ihn sofort in den Profikader. Im weiteren Verlauf der Saison 1996/97 kam er unter van Gaal regelmäßig zum Einsatz. Dazu stand er mit Ajax im Halbfinale der Champions League und schoss dort im Rückspiel gegen Juventus Turin sein erstes Tor, das jedoch angesichts der 1:4-Niederlage (nach dem 1:2 im Hinspiel) wertlos war. Das Interesse an ihm war mittlerweile sprunghaft angestiegen, aber er entschied sich gegen einen frühen Vereinswechsel – auch vor dem Hintergrund seiner familiären Bindung nach dem Tod des Bruders – und unterschrieb stattdessen bei Ajax einen neuen Zweijahresvertrag. In den folgenden beiden Jahren gewann Melchiot zweimal den KNVB-Pokal und 1998 die niederländische Meisterschaft. Er verbesserte dabei kontinuierlich seine Offensivqualitäten und vor Ablauf des Kontrakts legte ihm Ajax einen neuen Dreijahresvertrag vor. Melchiot sah seine Zukunft nun aber im Ausland und wechselte ablösefrei im Sommer 1999 für anfänglich geplante drei Jahre in die englische Premier League zum FC Chelsea.

### FC Chelsea
Trotz seiner Ajax-Erfolge galt der noch nicht zum A-Nationalspieler gereifte Melchiot in England als „No-name“. Auf seinen Einstand musste er bei den „Blues“ dann auch acht Monate warten, bevor er den verletzten Rechtsverteidiger Albert Ferrer beim 1:1 gegen den FC Middlesbrough vertrat. Einen Monat später stand er plötzlich in Wembley im Pokalfinale gegen Aston Villa. Hier zeigte er eine gute Leistung und sein Offensivlauf, der nur mit einem Freistoß gestoppt werden konnte, sorgte mittelbar für das entscheidende 1:0 von Roberto di Matteo. Wiederum kurz darauf war er in der Mannschaft, die im Supercup den amtierenden Meister Manchester United mit 2:0 besiegte und er vollendete selbst mit einem Linksschuss zum Endstand. Etwas überraschend verlor er danach seinen Stammplatz, da Trainer Gianluca Vialli auf seinen leihweise verpflichteten Landsmann Christian Panucci vertraute. Nach Viallis Entlassung kehrte er jedoch unter dem Nachfolger Claudio Ranieri in die Elf zurück und in einer wechselhaften Spielzeit des Vereins ragte Melchiot mit Zweikampfstärke und hohem Einsatzwillen heraus. Er hatte sich somit den Stammplatz auf der rechten Abwehrseite erobert. In der folgenden Saison 2001/02 war er Teil einer stabilen Abwehrreihe, die zwischenzeitlich in acht Spielen in Serie nur einen Gegentreffer zuließ (obwohl er den Ruf hatte, gelegentlich zu Unkonzentriertheiten zu neigen). Negative Zwischenepisode war dabei im Oktober 2001 seine rote Karte im UEFA-Pokal gegen Hapoel Tel Aviv gewesen, die die Wende zur 0:2-Niederlage einleitete. Dem gegenüber stand sein erstes Premier-League-Tor per Kopf beim 3:0 gegen Manchester United in Old Trafford, dem er einen weiteren Treffer per Weitschuss zum 3:2 gegen den Lokalrivalen FC Fulham folgen ließ. Im Januar 2002 beging er gegen Teddy Sheringham von Tottenham Hotspur im Ligapokal eine Tätlichkeit, für die zunächst fälschlicherweise Jimmy Floyd Hasselbaink die rote Karte erhielt (die Entscheidung wurde schnell revidiert). Später stand er ein weiteres in einem Endspiel des FA Cups, verlor dort aber mit 0:2 gegen den FC Arsenal.
Im folgenden Jahr stabilisierte sich Melchiot mit Chelsea und es gelang die ersehnte Champions-League-Qualifikation. Zwar saß er zu Beginn der Saison 2002/03 hinter Ferrer nur auf der Ersatzbank, aber bereits zum zweiten Spiel kehrte er zurück und zeigte sich – wenngleich ohne eigenes Tor – konstanter als zuvor. Als der Klub im Sommer 2003 unter dem neuen Eigentümer Roman Abramowitsch eine Reihe von hochkarätigen Neuverpflichtungen tätigte, bekam auch Melchiot mit Glen Johnson neue Konkurrenz. Johnson verdrängte ihn schließlich auch zunächst aus der Startelf, aber mit Hilfe der Rotation von Trainer Ranieri und Johnsons gelegentlichen Formschwächen absolvierte er 23 Premier-League-Partien. Dabei schoss er zwei Tore, darunter den 1:0-Siegtreffer beim FC Southampton im November 2003. Später verlor er mit Chelsea zweimal innerhalb kurzer Zeit mit 1:2 gegen Arsenal und er wurde in beiden Partien aufgrund von Fehlern für die jeweilige Niederlage hauptverantwortlich gemacht. Nach einer Degradierung auf die Ersatzbank meldete er sich mit einem Tor gegen die Wolverhampton Wanderers zurück und auch bei der erfolgreichen Revanche gegen Arsenal in der Champions League war er wieder Teil der Mannschaft. Er absolvierte die letzten sechs Pflichtspiele der Saison, darunter die beiden Halbfinals gegen den AS Monaco, die das Aus im laufenden Wettbewerb nach sich zogen. Sein auslaufender Vertrag wurde danach nicht mehr verlängert und er wechselte zur neuen Saison 2004/05 ablösefrei zum Ligakonkurrenten Birmingham City.

### Birmingham, Rennes, Wigan & Umm Salal
In Birmingham unterschrieb er einen Zweijahresvertrag und die erste Saison verlief für Melchiot verhältnismäßig erfolgreich mit einem gesicherten Mittelfeldplatz. Im zweiten Jahr zeigte die Leistungskurve jedoch nach unten und Melchiot durchlief die wohl schwierigste Phase in seiner Laufbahn. Der Verein tat sich schwer im Kampf um den Klassenerhalt und stieg letztlich als Drittletzter auch in die zweite Liga ab. Dazu kam, dass ihn die Anhänger des Klubs als Sündenbock ausgemacht und ihren Unmut über ihn bekundet hatten. So „flüchtete“ er nach Frankreich zu Stade Rennes und versuchte dort auf Basis eines Einjahresvertrags einen Neuanfang.
Melchiot arbeitete hart an sich selbst und fand in Rennes zu alter Stärke zurück. Er galt dabei als Schlüsselspieler in dem Team, das sich in der Saison 2006/07 von einem Abstiegsplatz auf den vierten Rang hocharbeitete. Damit spielte er sich zwei Jahre nach seinem letzten Einsatz auch wieder in den Fokus der niederländischen Nationalmannschaft. Stade Rennes versuchte Melchiot weiter an sich zu binden, aber dieser kehrte schließlich in die Premier League zurück. Er unterschrieb einen Dreijahresvertrag bei Wigan Athletic und wurde dort zum Mannschaftskapitän. Nach Ablauf des Kontrakts ließ Melchiot in Katar beim Umm-Salal SC seine Karriere bis 2011 auslaufen.

### Niederländische Nationalmannschaft
Melchiot bestritt 22 A-Länderspiele für das niederländische Nationalteam. Er debütierte am 11. Oktober 2000 in der WM-Qualifikation gegen Portugal (0:2). Nachdem die Niederlande die Weltmeisterschaftsendrunde 2002 nicht erreicht hatte, gehörte er auch nicht zum Kader für die folgenden Turniere (die Euro 2004 in Portugal und die WM 2006 in Deutschland). Erst mit seinen guten Leistungen in Frankreich kehrte er nachhaltig zurück und gehörte bei der EM 2008 erstmals bei einem großen Turnier zum Kader der Elftal. Dabei kam er zu einem Einsatz im Spiel gegen Rumänien (2:0), der gleichzeitig der letzte in seiner Laufbahn war.

## Titel/Auszeichnungen
- Niederländische Meisterschaft (1): 1998
- Niederländischer Pokal (2): 1998, 1999
- Englischer Pokal (1): 2000
- Englischer Supercup (1): 2000